# Sint-Hippolytuskerk (Olterterp)
De Sint-Hippolytuskerk is gelegen in een bosrijke omgeving van het Friese dorp Olterterp, iets ten oosten van Beetsterzwaag. De kerk is erkend als een rijksmonument.

## Geschiedenis
De kerk is rond 1500 gebouwd, maar waarschijnlijk later nog weer vergroot. De toren dateert uit 1744 en kon gerealiseerd worden mede dankzij een bijdrage van Ayzo van Boelens en zijn eerste echtgenote Rinske Lycklama à Nijeholt. Een gedenksteen boven de ingang is hier het tastbare bewijs van. De familie Boelens bewoonde het nabijgelegen Huize Olterterp en bezat een groot deel van de gronden rond Olterterp.
Het interieur van de kerk, zoals preekstoel en doophek, dateert uit de 18e eeuw. De kerk is eigendom van de Stichting Alde Fryske Tsjerken en wordt onder meer gebruikt voor het houden van exposities en trouwerijen. Zondags wordt de kerk gebruikt door een groep afgescheiden leden van de Gereformeerde Kerken vrijgemaakt.

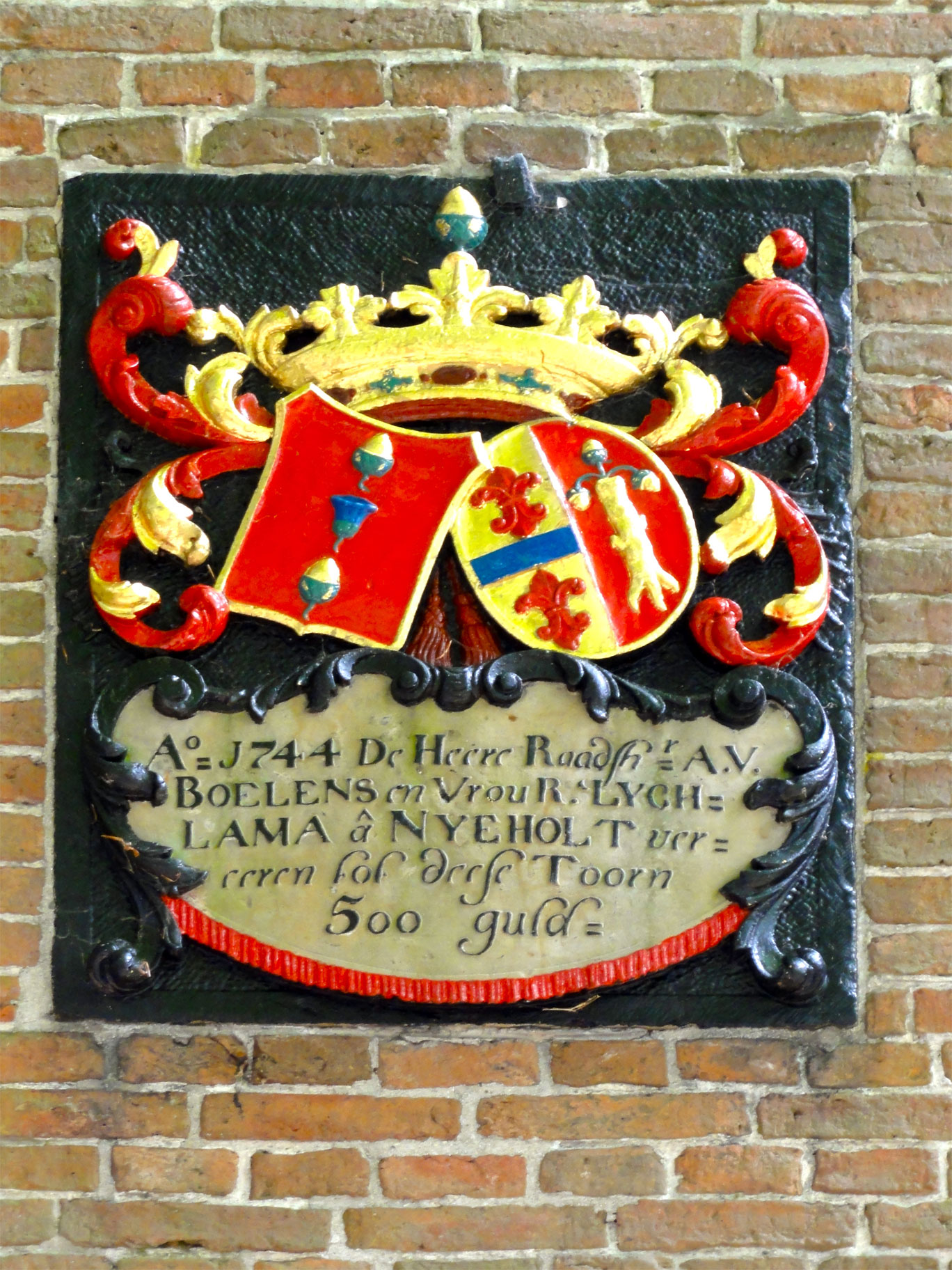
Gedenksteen in de toren ter herinnering aan de bouw in 1744
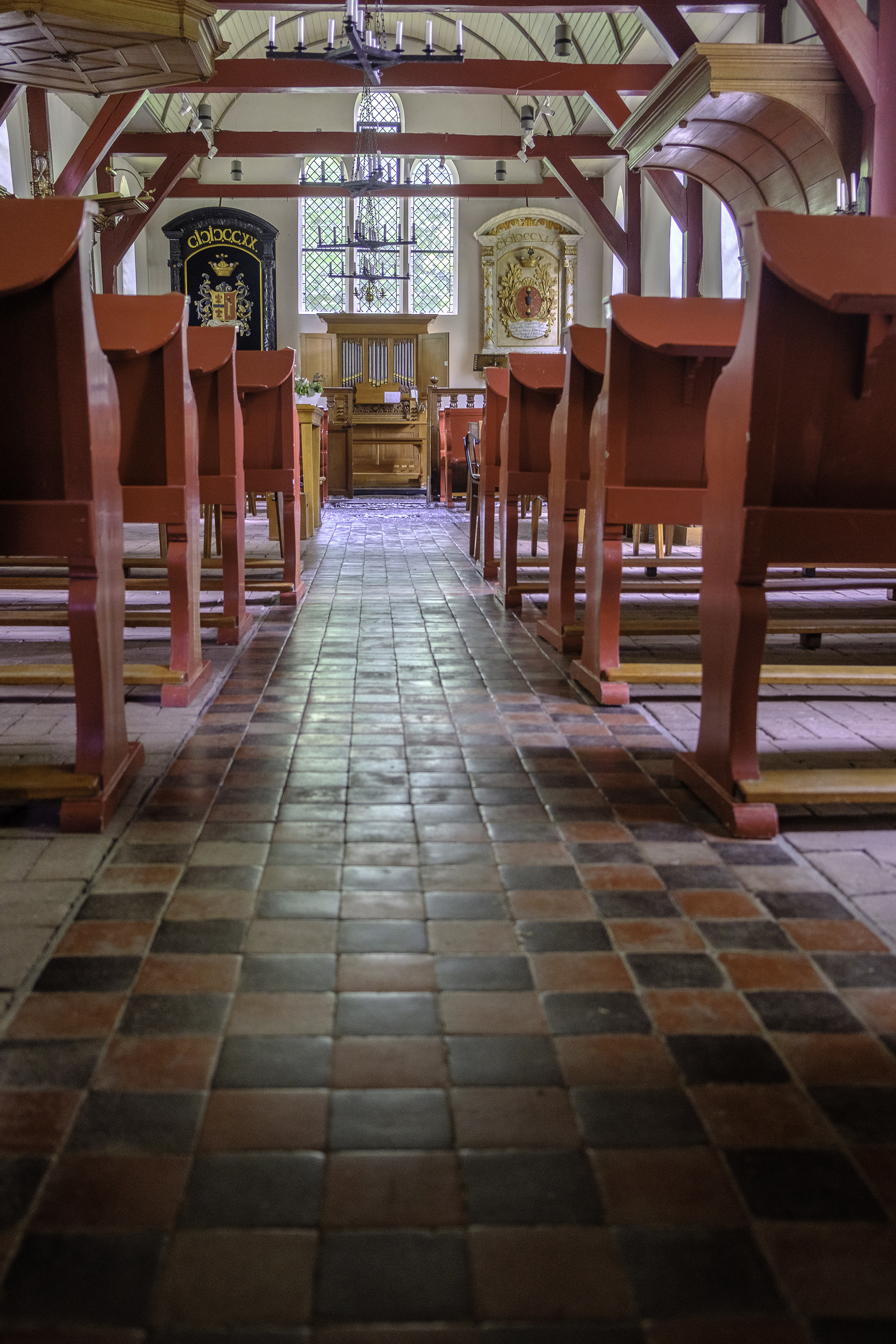
Het in de jaren 1950 warmrood geverfde interieur van de kerk gezien vanuit het westen
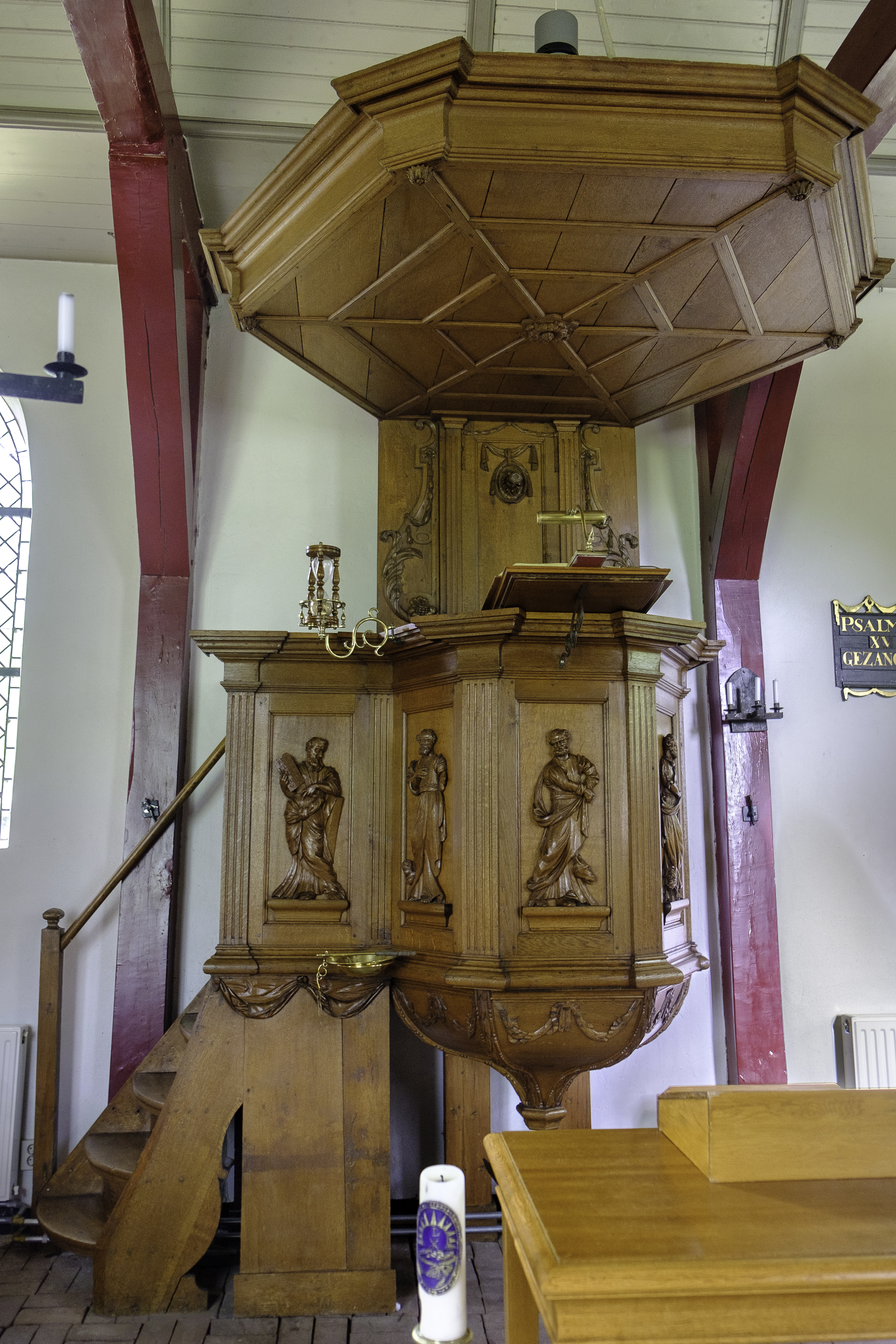
Preekstoel uit ca. 1780
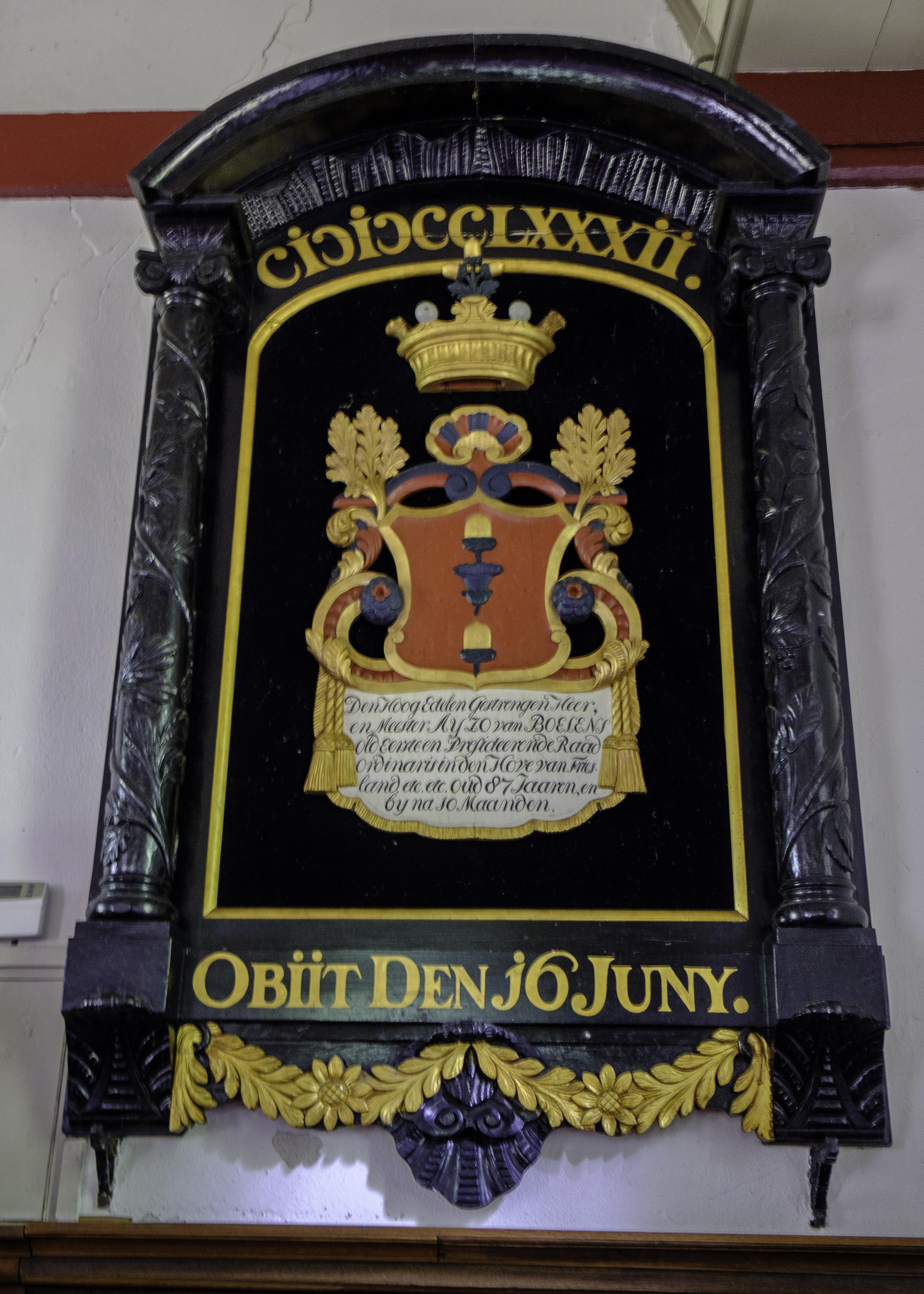
Rouwbord van de steenrijke Friese raadsheer Ayzo van Boelens (1694-1782)
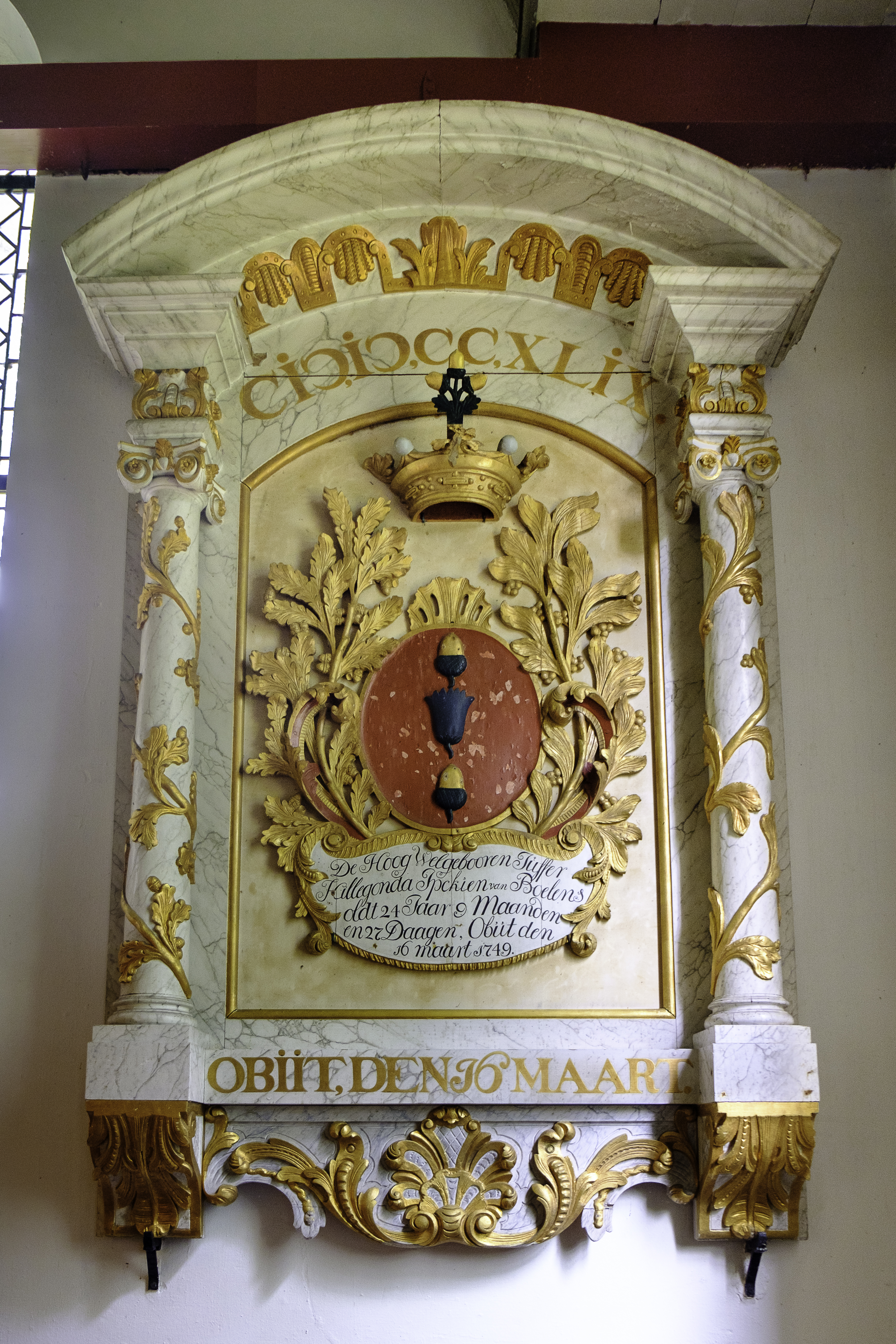
Rouwbord van Hillegonda Ipckien van Boelens (1724-1749), de dochter van Ayzo
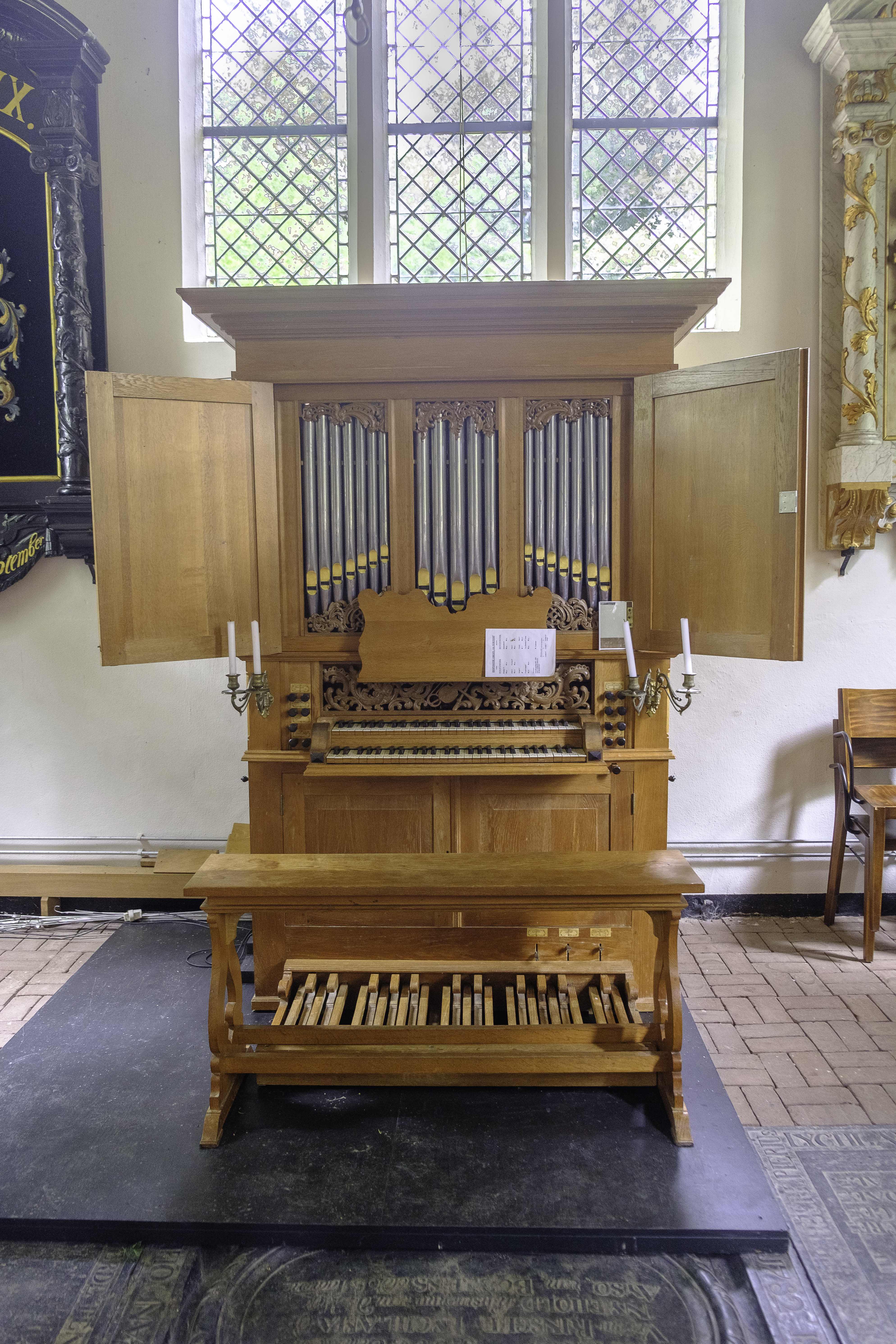
Kabinetorgel (Orgelmakerij Reil, 1980), in 2004 naar de kerk verplaatst